# Pruneau
Pour le pruneau de Suisse romande ou de Franche-Comté, voir Quetsche.

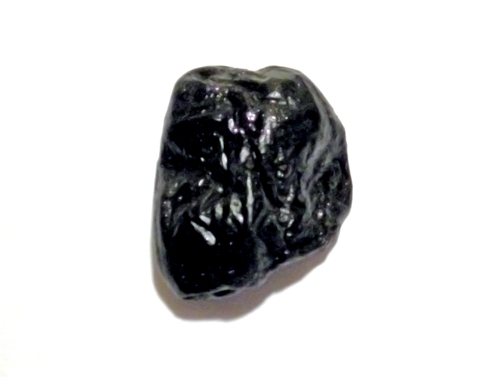
Un pruneau.

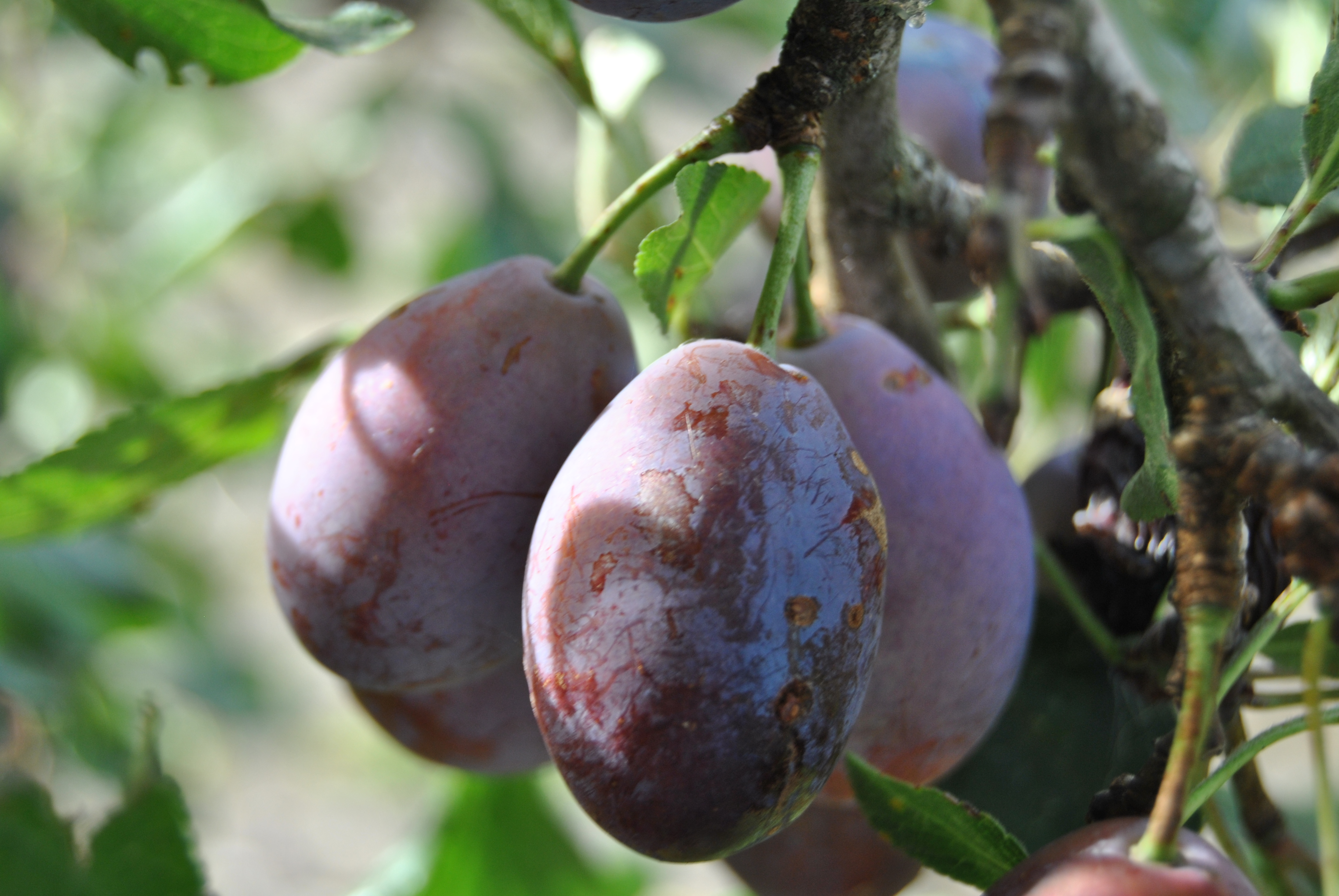
Prune d'Ente.

Le pruneau est le fruit séché de la prune.On le consomme nature, en accompagnement de plats salés, ou dans des desserts sucrés. En raison de ses vertus laxatives, le pruneau peut être consommé pour faciliter le transit intestinal.
En France, le pruneau d'Agen est protégé depuis 2002 dans l'ensemble de l'Union européenne par une indication géographique protégée (IGP) qui concerne le département du Lot-et-Garonne (en quasi-totalité) et (en partie) ceux limitrophes (Gironde, Dordogne, Lot, Gers, Tarn-et-Garonne), tous situés dans le Sud-Ouest de la France. 
D'autres villes comme Brignoles, Tours, ou Dijon (Vitteaux) étaient connues, surtout au XIXe siècle, pour leurs pruneaux.
En Suisse romande et en Franche-Comté, le terme de pruneau s’applique aussi à certaines prunes fraîches, plus particulièrement aux quetsches. Au Québec, ce terme désigne des prunes fraîches de proportions presque sphériques et à la peau rouge foncé, donc qui ne sont ni de la variété d'ente ni des quetsches.

## Histoire
Hubert Caillavet (1991), un ingénieur horticole travaillant à la station de recherches viticoles, d'arboriculture fruitière, près de Bordeaux, supposait que la prune d'ente « aurait été introduite d'Orient à l'époque des Croisades et fut multipliée d'abord dans les vergers du monastère bénédictin de Clairac (Lot-et-Garonne). Cette variété était appelée autrefois prune d'Agen ou prune datte… L’appellation « d'ente » semble avoir été donnée pour la première fois en 1846, car à cette époque, on remarqua qu'il était préférable de « l'enter ». »
Sa culture est avérée  au XVe siècle. Le Dr Bertrand-Honoré Tarry, de la Société d'agriculture d'Agen, a publié en 1821 un article justifiant l'utilisation du terme « pruneaux d'Agen » pour cette production[réf. nécessaire]. En effet, l'épicentre de la production se trouve 30 à 40 km plus au nord, vers Sainte-Livrade-sur-Lot et Villeneuve-sur-Lot, mais c'est bien du port d'Agen que partaient autrefois les embarcations vers Bordeaux puis le reste du monde.
Le pruneau était un aliment favori des marins au XVIIe et XVIIIe siècles et des colons au XIXe siècle, grâce à son aptitude à conserver ses qualités de fruit au cours de longs transports et à prévenir  le scorbut. La culture du prunier d'ente a été transposée  au XIXe siècle dans le Nouveau Monde.
Cette culture, à partir de plants importés de la région d'Agen, a connu un grand succès en Californie, mais aussi en Afrique du Sud, en Australie, en Argentine et au Chili, pays devenus concurrents du pruneau d'Agen sur les marchés internationaux.

## Culture
Dans un verger de culture, les pruniers sont généralement espacés de six, sept mètres.
La récolte se fait entre le 15 août et le 20 septembre. Les fruits mûrs sont ramassés par secouage du prunier de manière manuelle ou à l'aide de vibreurs mécaniques qui font tomber les prunes sur de larges toiles tendues. On utilise aussi de grands tabliers circulaires qu'une machine drape en collerette autour du tronc de l'arbre.
La qualité du pruneau dépend pour beaucoup de la maturité de la prune. Les fruits cueillis sont lavés à l'eau douce et sont ensuite séchés naturellement au soleil, ou industriellement, au four.

## Séchage
En France, les prunes fraîches juste récoltées sont lavées, triées et calibrées par tailles. Elles sont ensuite étalées sur des claies qui sont empilées sur de grands chariots pour être envoyées dans les tunnels de séchage. Elles passent là de 20 à 24 heures dans des fours chauffés de 70 à 80 °C jusqu'à ce que leur taux d'humidité résiduel soit ramené à 21-22 %. Ce taux d'humidité réduit permet une bonne conservation sur plusieurs années en atmosphère naturelle.
Avant commercialisation, les pruneaux sont réhydratés dans un bain à 70 à 80 °C pour remonter leur taux d'humidité à 35 % environ. Il faut généralement entre 3 et 3,5 kg de prunes d'ente fraîches pour obtenir après séchage 1 kg de pruneaux d'Agen.
Dans certains pays comme le Chili ou l'Argentine, le séchage est encore réalisé au soleil en 10 à 12 jours, à même le sol ou sur des grilles surélevées, mais cette technique est en déclin  à cause de ses inconvénients sanitaires et de la difficulté d'obtenir un séchage « à point ».
Lors du séchage, les prunes subissent un changement de couleur important, dû à l'apparition de pigments bruns ayant pour origine l'oxydation des composés phénoliques. Les enzymes impliqués dans cette oxydation sont des polyphénol oxydases (PPO).
Durant le séchage, dans une première phase, la teneur en saccharose de la prune fraîche diminue rapidement, compensée par l'augmentation des concentrations des deux produits d'hydrolyse, à savoir le glucose et le fructose. Dans un deuxième temps, le glucose et le fructose sont dégradés par des réactions de Maillard mais pas le sorbitol. Celui-ci ne commence sa dégradation que durant la dernière étape où se produisent des caramélisations.
Lorsqu'on effectue un séchage débutant à 85 °C puis ramené à 70 °C, on observe une diminution de la concentration en composés phénoliques de 31-38 %. Le séchage détruit les anthocyanosides et une partie significative des flavonols et de l'acide ascorbique. Par contre, il y a un doublement de l'activité antioxydante.

## Production
Le pruneau bénéficie depuis 2002 d'une indication géographique protégée (IGP) délivrée par l'Union européenne sous l'appellation de « pruneau d'Agen ». La zone de production couvre six départements du Sud-Ouest : Lot-et-Garonne (65 %), Dordogne (8 %), Gironde (7 %), Tarn-et-Garonne (6 %), Gers (5 %), Lot (4 %), et pour les 5 % restant l'Aude, l'Hérault, le Gard, et la Corse.
Depuis les années 2000, la production mondiale de pruneaux se fait principalement en Californie (États-Unis), où la variété fut importée par Louis Pellier en 1856 (150 000 tonnes annuelles), en France (le pruneau d'Agen, 50 000 tonnes), au Chili et en Argentine. Dans une moindre mesure l'Italie et l'Afrique du Sud sont également producteurs. Depuis 2010, la Serbie produit également des pruneaux.
| Production mondiale de pruneaux (en tonnes de pruneaux séchés à 23 % d'humidité, source : International Prune Association, 1999) | Production mondiale de pruneaux (en tonnes de pruneaux séchés à 23 % d'humidité, source : International Prune Association, 1999) | Production mondiale de pruneaux (en tonnes de pruneaux séchés à 23 % d'humidité, source : International Prune Association, 1999) |
| Pays | 1998/99 | Moyenne des campagnes 1995-1999                                                                                                  |
| --- | --- | --- |
| États-Unis | 88 923 | 155 246 |
| France | 44 787 | 50 312 |
| Chili | 10 000 | 15 965 |
| Argentine | 6 000 | 8 100 |
| Australie | 3 470 | 3 675 |
| Afrique du Sud | 1 300 | 1 825 |
| Italie | 1 700 | 1 529 |
| Total monde | 156 180 | 236 652 |

La production française de 50 000 tonnes est obtenue à partir de 150 000 tonnes de prunes fraîches, pour une surface de 12 000 ha.

## Caractéristiques
Le pruneau a une masse moyenne de 15 grammes. Il a un fort pouvoir antioxydant.
Il est riche en fer. Il contient une forte concentration de sucres (glucose, fructose et sorbitol principalement), ce qui lui permet une longue conservation naturelle.
Le calibre est un indicateur essentiel de la qualité intrinsèque du fruit : plus la prune était riche en sucres à l'état frais, plus le pruneau est gros et souple après séchage. Le calibre s'exprime par le nombre de fruits aux 500 grammes : plus le nombre est petit, plus les fruits sont gros. Le calibre déclaré sur l'emballage est une fourchette (par exemple 33/44 : 33 à 44 fruits par 500 grammes).
Sa couleur noire est due à l'action d'enzymes. Il s'agit de polyphénol oxydases comme ceux que l'on retrouve dans les raisins secs. D'ailleurs, les deux fruits, lorsqu'on les fait sécher, prennent la même couleur noire caractéristique.
Les pruneaux sont vendus dénoyautés ou non. Leur grosseur et leur qualité sont variables. Il est préférable de choisir des pruneaux bien noirs, brillants, moelleux et charnus, non poisseux ni moisis. S'ils paraissent secs, cela peut provenir de la petitesse du calibre choisi (peu de pulpe sur le noyau) ou d'une conservation trop longue hors d'un emballage hermétique.
En raison de leur forte teneur en sorbitol, les pruneaux ont une action laxative, particulièrement efficace si les fruits ont trempé et sont consommés avant le sommeil. Le jus a des propriétés similaires.
De plus, ce fruit contient un excellent apport en potassium (600-732 mg/100 g), ce qui en fait donc un excellent fruit à consommer pour les gens souffrant d'une carence en potassium.

## Valeur nutritionnelle
Le profil nutritionnel des pruneaux donné dans les tables de composition des aliments résulte de la compilation de résultats épars, notamment étrangers. Ils ne tiennent pas compte du lieu de culture et des méthodes de séchage. Or la nature du sol détermine les teneurs en certains nutriments, comme le bore. Nous donnons dans les tables suivantes, les analyses faites sur des « pruneaux d'Agen » de la région de Villeneuve-sur-Lot, les seuls à pouvoir bénéficier de cette appellation IGP (indication géographique protégée).
Après séchage, le noyau représente environ 11 % du pruneau alors qu'il ne faisait que 7 % du fruit frais.
| Pruneau (valeur pour 100 g de pulpe de pruneaux récoltés dans la région de Villeneuve-sur-Lot en 2003, d'après Bourre et coll. (2007)) | Pruneau (valeur pour 100 g de pulpe de pruneaux récoltés dans la région de Villeneuve-sur-Lot en 2003, d'après Bourre et coll. (2007)) | Pruneau (valeur pour 100 g de pulpe de pruneaux récoltés dans la région de Villeneuve-sur-Lot en 2003, d'après Bourre et coll. (2007)) | Pruneau (valeur pour 100 g de pulpe de pruneaux récoltés dans la région de Villeneuve-sur-Lot en 2003, d'après Bourre et coll. (2007)) |
| --- | --- | --- | --- |
| valeur énergétique : 959 kJ | eau : 36,3 g | fibres : 6-7 g | sorbitol : 29,6 g |
| protéines : 1,96 g | lipides : 0,26 g | glucides : 60,6 g | fructane : 300 mg |
| oligo-éléments | | | |
| potassium : 621 mg | magnésium : 30 mg | phosphore : 70 mg | calcium : 49 mg |
| sodium : 0,84 mg | fer : 2,13 mg | bore : 1,0 mg | zinc : 0,51 mg |
| vitamines | | | |
| vitamine C : <1 mg | vitamine B1 : 0,82 mg | vitamine B2 : 0,06 mg | vitamine B3 : 1,13 mg |
| bêta-carotène: 0,47 mg | vitamine B5 : 0,27 mg | vitamine B6 : 0,16 mg | vitamine K : 4,3 µg |
| acides organiques | | | |
| acide quinique : 4 100 mg | acide malique : 290 mg | acide shikimique : 280 mg | acide chlorogénique : 8 mg |

La teneur en eau correspond à celle requise par la réglementation. Le degré d'hydratation du pruneau français (36,2 %), plus élevé que celui du pruneau américain (32,4 %), explique les différences de teneurs des macronutriments avec les tables américaines de Stacewicz-Sapuntzakis et coll 2001.
Le pruneau est un fruit riche en glucides et pauvre en lipides et protéines. Les glucides se décomposent en
| Les sucres simples et amidon dans le pruneau (Bourre et coll., 2007) | Les sucres simples et amidon dans le pruneau (Bourre et coll., 2007) | Les sucres simples et amidon dans le pruneau (Bourre et coll., 2007) | Les sucres simples et amidon dans le pruneau (Bourre et coll., 2007) | Les sucres simples et amidon dans le pruneau (Bourre et coll., 2007) |
| -------------------------------------------------------------------- | -------------------------------------------------------------------- | -------------------------------------------------------------------- | -------------------------------------------------------------------- | -------------------------------------------------------------------- |
| glucose                                                              | fructose                                                             | saccharose                                                           | sorbitol                                                             | amidon                                                               |
| 42,7                                                                 | 25,6                                                                 | 1,6                                                                  | 29,6                                                                 | 0,4                                                                  |

Le saccharose est peu abondant (1,6 % des glucides) car il est hydrolysé lors du séchage sous l'effet d'activation d'enzymes.
Les pruneaux se singularisent dans le monde végétal par leur forte teneur en sorbitol (30 % des glucides), un polyol lentement métabolisé par l'organisme. L'abondance de ce composé expliquerait la faiblesse de l'indice glycémique (vitesse de digestion des glucides), tout comme la présence de bore, de fibres alimentaires et de polyphénols.
Les pruneaux contiennent de faibles quantité de fructanes (0,3 %), beaucoup moins que les raisins secs (7 %) mais beaucoup plus que les pommes, les poires et les bananes. Les fructanes sont des polymères de fructose, qui passent à travers l’intestin grêle sans être digérés et se retrouvent dans le côlon où ils subissent une fermentation par le microbiote et stimulent la flore intestinale.
Les glucides du pruneau sont digérés relativement lentement. La mesure précise de cette vitesse de digestion se fait par l'indice glycémique. Plus ce paramètre est bas, plus le glucose met du temps pour passer dans le sang. Le pruneau a un indice glycémique moyen de 52, situé au-dessus de celui du pamplemousse (25) et en dessous de celui du miel (73).
Les pruneaux sont parmi les aliments les plus riches en fibres alimentaires (6-7 % de la chair). Ces fibres se décomposent en fibres solubles (57 % des fibres totales), riches en pectines et en fibres insolubles (43 %), composées de cellulose et hémicellulose. Les fibres sont bien connues pour faciliter le transit intestinal mais elles contribuent aussi à diminuer l'indice glycémique et à baisser le LDL-cholestérol.
Les pruneaux font partie des aliments usuels les plus riches en potassium (621 mg/100 g), un peu moins que les raisins secs, et environ autant que les châtaignes et les noix. Leur teneur en zinc et fer est aussi significative.
Pour 100 g de pruneaux : glucose 24 g, fructose 15 g et sorbitol 10 g.

## Composés phénoliques
Les pruneaux sont riches en polyphénols, composés intéressants pour leur pouvoir antioxydant.
| Les polyphénols des pruneaux pour 100 g, d'après Phénol-Explorer                                                                                    | Les polyphénols des pruneaux pour 100 g, d'après Phénol-Explorer |
| Flavonol | Flavonol                                                         |
| --- | ---------------------------------------------------------------- |
| 3-O-rutinoside quercétol : 2,50 mg |                                                                  |
| Acides chlorogéniques | Acides hydroxycinnamiques                                        |
| acide 3-O-caféylquinique : 118,59 mg acide 3-O-p-coumarylquinique : 1,32 mg acide 4-O-caféylquinique : 31,25 mg acide 5-O-caféylquinique : 38,79 mg | acide caféique : 1,11 mg acide p-coumarique : 1,11 mg            |

Les pruneaux sont particulièrement riches en acides chlorogéniques, en particulier dans divers isomères d'acide caféoylquinique. Mais ceux-ci ne peuvent expliquer que 28 % de l'activité antioxydante ORAC (oxygen radical absorbance capacity) du pruneau. L'activité antioxydante résiduelle dépend de composés inconnus ou en cours de détermination.
Il n'y a pas de mesure absolue de l'activité antioxydante des aliments mais diverses méthodes qui lorsqu'elles sont appliquées à des listes de produits permettent de faire des comparaisons. Ainsi, le Nutrient Data Laboratory de Beltsville donne dans sa table de 2010, le classement suivant le score ORAC :
| Activité antioxydante ORAC de quelques fruits secs total ORAC μmol TE/100 g, d'après USDA database | Activité antioxydante ORAC de quelques fruits secs total ORAC μmol TE/100 g, d'après USDA database |
| Produit                                                                                            | T-ORAC                                                                                             |
| -------------------------------------------------------------------------------------------------- | -------------------------------------------------------------------------------------------------- |
| raisins secs dorés sans pépins                                                                     | 10 450                                                                                             |
| pruneau                                                                                            | 8 059                                                                                              |
| datte, deglet nour                                                                                 | 3 895                                                                                              |
| raisins secs sans pépins                                                                           | 3 406                                                                                              |

Les pruneaux se classent parmi les fruits secs ayant la plus grande activité antioxydante. Le score ORAC remarquablement élevé des raisins dorés tient à l'utilisation de l'anhydride sulfureux SO2 qui inactive les polyphénol oxydases mais qui n'est pas sans inconvénients sur le plan toxicologique.

## Utilisations
Il était un des constituants du diaprun solutif de la pharmacopée maritime occidentale au XVIIIe siècle.

### Pour l'alimentation
Les pruneaux se consomment en dégustation comme fruit sec (très énergétique), ou cuits en compote.
Pour la consommation de bouche, on préférera les calibres de 44 fruits aux 500 grammes et plus gros (28/33, 25/30, 33/44).
On les incorpore entiers ou en morceaux dans des sauces, gâteaux (clafoutis, far breton, biscuits, muffins, puddings, etc.), fromage blanc. On les mange également à l'apéritif, entourés d'une tranche de bacon (piquée à l'aide d'un pique-olives) et passés au four.
Les pruneaux sont également délicieux pour accompagner le lapin, la volaille et le gibier.

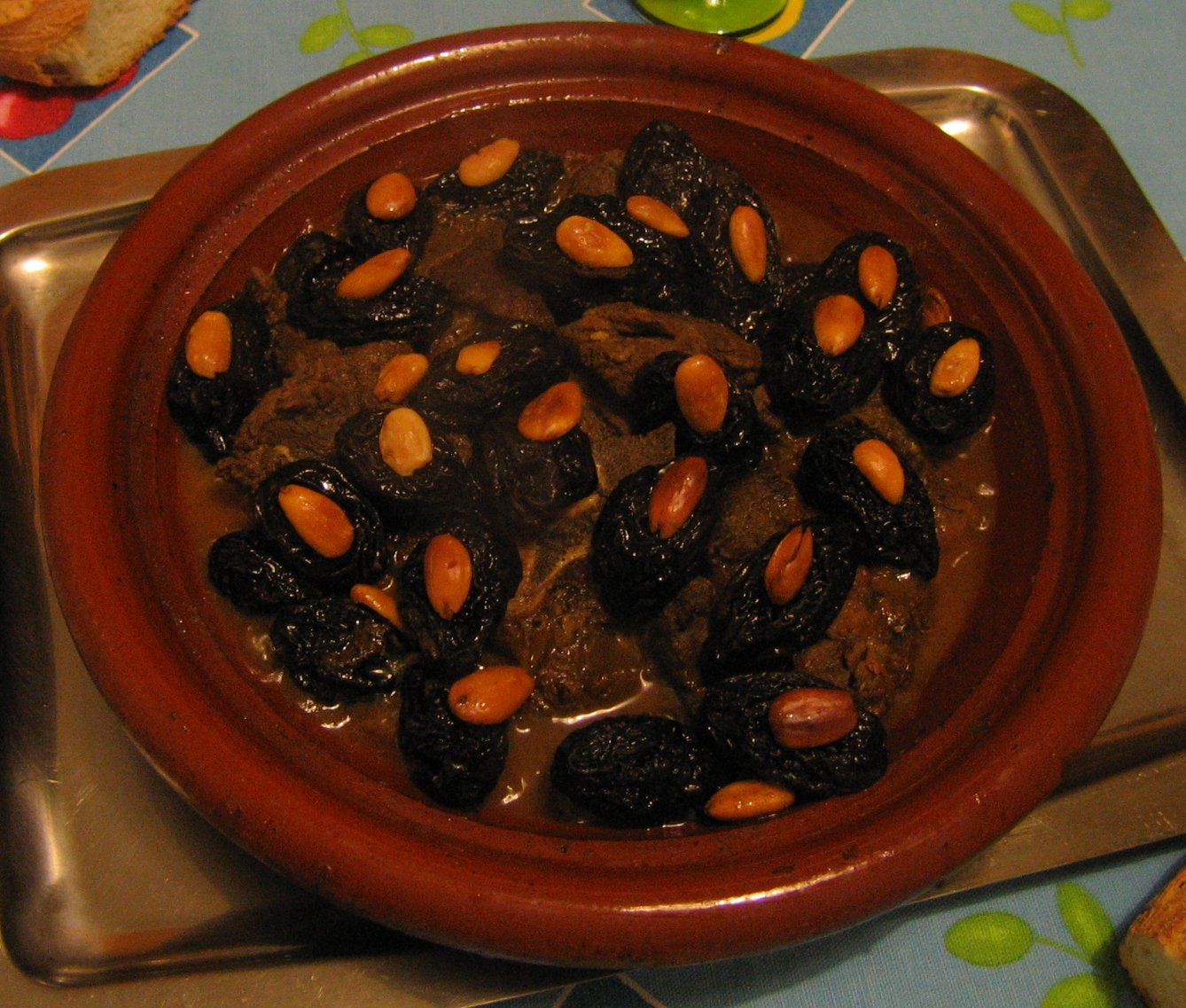
Tajine de mouton aux pruneaux et amandes.

Le pruneau est souvent utilisé avec la viande d'agneau dans la cuisine de l'Afrique du Nord, du Proche-Orient et de l'Iran (tajine marocain par exemple).

Pour abréger le temps de cuisson, on peut tremper les pruneaux dans de l'eau, du jus ou de l'alcool.

S'ils sont trop desséchés, on peut les faire tremper dans de l'eau bouillante, puis les égoutter et éponger avant de les utiliser.
Pour faire une compote de pruneaux, le sucre ne doit être ajouté qu'en fin de cuisson, sinon le fruit ne pourra absorber l'humidité. L'amande nichée dans le noyau du pruneau contient une substance toxique : l'acide cyanhydrique. C'est pourquoi on peut consommer l'amande mais en petite quantité seulement.
On peut assez facilement dénoyauter un pruneau à la main. Il suffit de le malaxer quelques secondes pour le ramollir. On peut alors d'une simple pression extraire le noyau sans la chair.

### Bienfaits pour la santé
- Prévention de l'ostéoporose

Des études récentes suggèrent que les pruneaux sont les fruits les plus efficaces pour prévenir la perte osseuse et même renverser son évolution. Plusieurs expériences menées sur l'animal et l'homme ont montré les effets bénéfiques des pruneaux pour prévenir l'ostéoporose. Les rates ovariectomisées subissent une diminution de leur densité minérale osseuse sauf si elles sont nourries à forte dose avec des pruneaux. Dans une autre expérience, on laisse les rates perdre de la masse osseuse pendant 40 jours après l'ablation des ovaires puis on les nourrit à divers taux avec des pruneaux. Avec un taux de seulement 5 %, elles récupèrent leur densité minérale osseuse et inversent les désorganisations de la microarchitecture osseuse trabéculaire. Une étude clinique menée sur des femmes ménopausées a montré 50g de pruneaux, consommés pendant six mois, peut prévenir la perte de la densité minérale osseuse de la hanche.
- Facilitation du transit intestinal[8].

## Le pruneau dans le langage
- En Suisse romande et en Franche Comté, le pruneau désigne une quetsche.
- Le pruneau est un terme argotique désignant une balle d'arme à feu ou un étron.